# 彭泽民

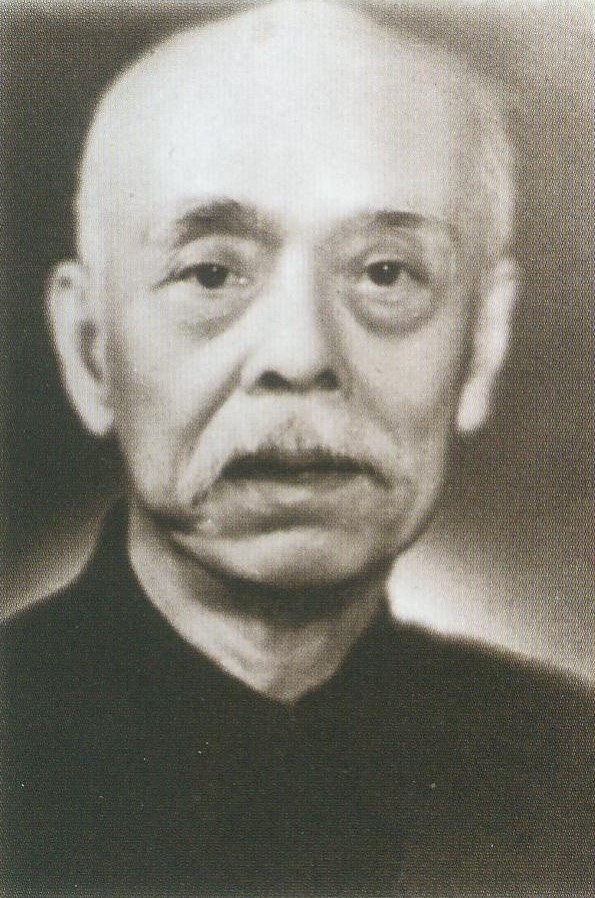
彭泽民肖像（摄于1950年代初）

彭泽民（1877年—1956年10月18日），字锦泉，号镛希，广东四会人，后侨居马来西亚，中国近代华侨领袖。

## 生平
1906年，发起成立中国同盟会吉隆坡分会，被推选为书记。1924年，因为支持香港工人大罢工，被英国当局驱逐出境。1926年回到中国，在国民党第二次代表大会上被选举为中国国民党中央执行委员会海外部部长。1927年反对蒋介石、汪精卫，参加南昌起义。1930年参加组织中国国民党临时行动委员会（中国农工民主党前身）。抗日战争期间在海外开展民主救国运动。抗战结束后，在上海改组中国农工民主党，从事民主运动。
1949年后历任中央人民政府委员、全国人民代表大会常务委员会委员、中国人民政治协商会议全国常务委员、中国农工民主党中央副主席、中华全国归国华侨联合会副主席等职务。1954年，他当选第一届全国人大代表。9月，他出席第一届全国人大第一次会议讨论宪法草案，期间并发言。
1956年，在北京逝世，葬于八宝山革命公墓。